# Helmut Bischoff
Helmut Bischoff (ur. 1 marca 1908 w Głogowie, zm. 1 stycznia 1993 w Hamburgu) – SS-Obersturmbannführer, niemiecki zbrodniarz wojenny. W czasie kampanii wrześniowej dowodził jednym z poddziałów Einsatzgruppe IV – grupy operacyjnej SD i policji bezpieczeństwa działającej na terenach Pomorza, Podlasia i Warszawy. Odegrał kluczową rolę podczas krwawej pacyfikacji Bydgoszczy w pierwszych dniach września 1939. W ostatnich miesiącach wojny odpowiadał za kwestie bezpieczeństwa w kompleksie obozowym Mittelbau-Dora.

## Przed 1939
Bischoff już jako uczeń obracał się w kręgach zwolenników Volkizmu. Podczas studiów prawniczych związał się z ruchem nazistowskim. Do NSDAP wstąpił w 1930 (nr legitymacji 203 122).
W październiku 1935 Bischoff rozpoczął pracę w berlińskim Gestapo. Miesiąc później objął kierownictwo placówki Gestapo (Stapo-Leitstelle) w Legnicy, a od września 1936 kierował placówką tajnej policji w Lüneburgu. W październiku 1937 został przeniesiony do Koszalina.

## Kampania w Polsce
Pod koniec lata 1939 Bischoff (wówczas już w stopniu SS-Sturmbannführera) objął dowództwo Einsatzkommando 1/IV, jednego z dwóch komand wchodzących w skład Einsatzgruppe IV (SS-Brigadeführer Lothar Beutel) – jednej z pięciu (później ośmiu) specjalnych grup operacyjnych niemieckiej policji bezpieczeństwa i służby bezpieczeństwa, które po rozpoczęciu inwazji na Polskę miały podążać w ślad za regularnymi formacjami Wehrmachtu. Zgodnie z założeniami tzw. operacji „Tannenberg” zadaniem Einsatzgruppen miało być przede wszystkim „zwalczanie wszystkich wrogich Rzeszy i Niemcom elementów na tyłach walczących wojsk” oraz „ujęcie osób niepewnych pod względem politycznym” (zwłaszcza tych, których nazwiska figurowały w tzw. Sonderfahndungsbuch Polen). Jednostka Bischoffa wraz z resztą EG IV miała towarzyszyć dywizjom niemieckiej 4. Armii, której przypadło zadanie opanowania tzw. „polskiego korytarza” na Pomorzu.
5 września 1939 Bischoff wraz ze swym komando wkroczył do Bydgoszczy. Ze względu na krwawe stłumienie przez wojsko polskie niemieckiej akcji dywersyjnej w mieście (co goebbelsowska propaganda przedstawiła jako pogrom niemieckiej ludności cywilnej – tzw. „bydgoską krwawą niedzielę”) oraz opór stawiany wkraczającym oddziałom Wehrmachtu przez miejscową Straż Obywatelską Bydgoszcz została poddana szczególnie ostrym represjom. W swej relacji z działań w Polsce Bischoff zapisał później, że: „los wybrał właśnie moje Einsatzkommando […], żeby jako pierwsze weszło do tego nieszczęsnego miasta, żeby zobaczyło te niezliczone ofiary i mogło dokonać pierwszego odwetu”.
Od samego początku Bischoff był zwolennikiem stosowania jak najostrzejszych represji wobec polskiej ludności Bydgoszczy - z publicznym rozstrzeliwaniem zakładników włącznie. Jego podwładni wymordowali wszystkich wziętych do niewoli członków Straży Obywatelskiej, spośród których część została zakatowana na śmierć metalowymi prętami. Z kolei gdy 10 września Einsatzkommando 1/IV przystąpiło wraz z Wehrmachtem do wielkiej „akcji oczyszczającej” w robotniczej dzielnicy Szwederowo, Bischoff rozkazał swoim SS-manom zastrzelić wszystkie osoby, które „w jakikolwiek sposób wydadzą się podejrzane”, oświadczając jednocześnie, iż „w tej akcji każdy może się sprawdzić jako prawdziwy mężczyzna”. Ostro ganił później tych dowódców pododdziałów, którzy nie mogli wykazać się egzekucjami. Einsatzkommando 1/IV stacjonowało w Bydgoszczy do 11 września. W tym czasie zamordowano w mieście od 500 do 800 Polaków.
Bischoff dopuścił się wielu zbrodni także w następnych tygodniach kampanii wrześniowej. W Nakle osobiście zastrzelił na ulicy podejrzewanego o kradzież cywila, ponieważ uznał, że: „Nie było czasu na długie rozprawy z takimi przestępcami”. W Pułtusku kazał wypędzić do strefy sowieckiej wszystkich Żydów.

## Dalsze losy
W sierpniu 1940 Bischoff został mianowany szefem Gestapo w Poznaniu, ale już miesiąc później przeniesiono go na stanowisko kierownika Stapo-Leitstelle w Magdeburgu, gdzie spędził następnych kilka lat. W lutym 1945 został mianowany komendantem policji bezpieczeństwa i służby bezpieczeństwa do zadań specjalnych (KdS z. b. V.) w kompleksie obozowym Mittelbau-Dora w górach Harzu. Odpowiadał tam przede wszystkim za zabezpieczenie kontrwywiadowcze podziemnych fabryk, w których produkowano rakiety V-2. Był odpowiedzialny za liczne egzekucje więźniów obozu.
Po wojnie Bischoff próbował się ukrywać, lecz w 1946 został aresztowany w Magdeburgu i wywieziony do ZSRR. W 1955 wrócił z niewoli i zamieszkał w Niemczech Zachodnich. W 1966 postawiono go w stan oskarżenia w związku ze zbrodniami popełnionymi w obozie Mittelbau-Dora, jednak sąd uznał, że ze względu na stan zdrowia nie jest w stanie brać udziału w procesie. Z kolei w 1971 postanowieniem 8. Senatu Karnego Sądu Krajowego w Berlinie „z braku dowodów winy” umorzono toczące się przeciw niemu postępowanie w sprawie zbrodni, jakich dopuścił się w Bydgoszczy. W 1976, ponownie ze względu na stan zdrowia, umorzono postępowanie w sprawie działalności Bischoffa w Poznaniu.